# Peter Nelson
Peter Nelson (10 de septiembre de 1959) es un actor estadounidense.
Realizó el papel Brian, en V (Los Visitantes) de la NBC (1983) y en la secuela (1984) La Batalla Final, también como Brian. Sus participaciones en películas incluyen Purple Haze (1982), The Last Starfighter (1984), The Expendables (1988), Crime Zone (1988), y Die Hard 2 (1990). Su aparición más reciente fue en 2001 en la película Delivering Milo.
Nelson ha hecho apariciones como invitado en programas de televisión como The Facts of Life, Miami Vice y Kindred: The Embraced.

## Filmografía

### Películas
| Año  | Título                 | Personaje                  | Notas |
| ---- | ---------------------- | -------------------------- | ----- |
| 1982 | Purple Haze            | Matt Caulfield             |       |
| 1985 | The Last Starfighter   | Jack Blake                 |       |
| 1988 | The Expendables        | Sterling                   |       |
| 1988 | Crime Zone             | Bone                       |       |
| 1989 | Sounds of Silence      | Peter Mitchell             |       |
| 1989 | Curfew                 | John                       |       |
| 1989 | Silk 2                 | Tony                       |       |
| 1989 | Last Stand at Lang Mei | Capt. Wheeler              |       |
| 1990 | Die Hard 2             | Thompson                   |       |
| 1996 | Sweet Evil             | Larry                      |       |
| 1997 | Double Team            | Agente americano de la CIA |       |
| 1998 | Knock Off              | Biff                       |       |
| 2001 | Delivering Milo        | Reportero                  |       |
| 2021 | The Apprentice         | Curador de museo           |       |

- Final Vendetta (1996) - Larry

### Televisión
| Año       | Título                            | Personaje                 | Notas                                                       |
| --------- | --------------------------------- | ------------------------- | ----------------------------------------------------------- |
| 1983      | V                                 | Brian                     | 2 episodios                                                 |
| 1983      | The Facts of Life                 | William Ogden Smith IV    | Episodio: "Just My Bill"                                    |
| 1984      | Newhart                           | Marshall Coleman          | Episodio: "Kirk Pops the Question"                          |
| 1984      | Celebrity                         | Jeffie Crawford           | 2 episodios                                                 |
| 1984      | V The Final Battle                | Brian                     | 3 episodios                                                 |
| 1985      | Space                             | Millard Mott              | 3 episodios                                                 |
| 1985–1986 | The Paper Chase                   | Tom Ford                  | 17 episodios                                                |
| 1986      | Dress Gray                        | Barnes                    | 2 episodios                                                 |
| 1987      | Eight Is Enough: A Family Reunion | Mark                      | Película de televisión                                      |
| 1989      | Miami Vice                        | Dan Shaw                  | Episodio: "Miami Squeeze"                                   |
| 1989      | An Eight Is Enough Wedding        | Mark                      | Película de televisión                                      |
| 1996      | Kindred: The Embraced             | Doctor                    | Episodio: "Romeo and Juliet"                                |
| 2010      | Sharktopus                        | Comandante Cox            | Película de televisión                                      |
| 2014–2016 | TripTank                          | Karl / Ryan / Barista Ben | 8 episodios; también creador, compositor y escritor         |
| 2017      | Man Seeking Woman                 | Mark                      | Episodio: "Blood"                                           |
| 2020      | The Boys                          | Maeve's Dad               | Episodio: "Over the Hill with the Swords of a Thousand Men" |

### Productor
| Año  | Título                      | Notas                             |
| ---- | --------------------------- | --------------------------------- |
| 1992 | The Harvest                 | Productor asociado                |
| 1997 | Double Team                 | Productor asociado; No acreditado |
| 1998 | Knock Off                   | Productor asociado                |
| 1999 | Simon Sez                   |                                   |
| 2001 | Metropolis                  | Productor ejecutivo               |
| 2008 | The Shepherd: Border Patrol | Productor asociado                |
| 2020 | The Postcard Killings       | Productor                         |
| 2020 | Middleton Christmas         | Productor ejecutivo               |